# Miss Platnum

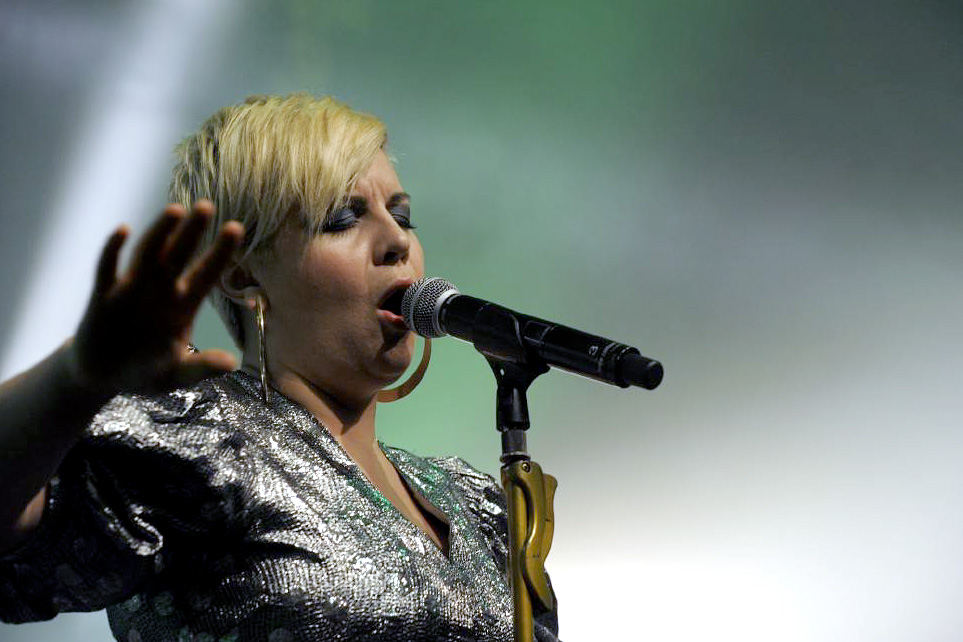
Miss Platnum, moers festival 2010

Miss Platnum (născută Ruth Maria Renner; n. 27 septembrie 1980, Timișoara, România), cunoscută anterior ca Platnum, este o cântăreață româno-germană, compozitoare și muziciană. În prezent a semnat cu Virgin Records din Germania.

## Biografie

### Viața timpurie
Platnum s-a născut în Timișoara, România, într-o familie mixtă germano-română, în 1980. La vârsta de opt ani, familia ei s-a mutat în Berlinul de Vest, unde s-a dus la școală în Berlin-Lichterfelde. Mai târziu, ea a luat lecții de canto cu Jocelyn B. Smith și a lucrat ca o cântăreață de fundal pentru Moabeat.

### Lucrări
După succesul minor cu albumul de debut, Rock me, care a fost lansat pe 31 ianuarie 2005 la Berlin, la casa de discuri Sonar Kollektiv, Platnum a lansat al doilea album, Chefa, în mai 2007, sub noul ei nume de artist Miss Platnum. Produs de Die Krauts, albumul s-a distins printr-un amestec de hip-hop, soul, R&B, pop și elemente muzicale românești. Primul său hit, Give Me the Food, a ajuns pe locul 20 în Romanian Singles Chart, și a intrat pe locul 63 în German Singles Chart.

## Discografie

### Albume
| Titlu                 | Detalii album                                                                     | Poziția în top | Poziția în top | Poziția în top |
| Titlu                 | Detalii album                                                                     | GER            | AUT            | SWI            |
| --------------------- | --------------------------------------------------------------------------------- | -------------- | -------------- | -------------- |
| Rock Me               | - Lansat: 31 ianuarie 2005 - Producător: Sonar Kollektiv - Format: CD, digital    | —              | —              | —              |
| Chefa                 | - Lansat: 25 mai 2007 - Producător: Four Music - Format: CD, digital              | —              | —              | —              |
| The Sweetest Hangover | - Lansat: 4 septembrie 2009 - Producător: Four Music - Formats: CD, digital       | 27             | 69             | 72             |
| Glück und Benzin      | - Lansat: 14 martie 2014 - Producător: Four Music (Sony) - Format: CD, digital    | 34             | —              | —              |
| Ich war hier          | - Lansat: 2 octombrie 2015 - Producător: Virgin (Universal) - Format: CD, digital | —              | —              | —              |

### EP
- Lila Wolken (2012)
- Hüftgold Berlin (2014)

### Single
| Titlu                                     | An   | Poziția în top | Poziția în top | Poziția în top | Album                 |
| Titlu                                     | An   | GER            | AUT            | SWI            | Album                 |
| ----------------------------------------- | ---- | -------------- | -------------- | -------------- | --------------------- |
| "Give Me the Food"                        | 2007 | 63             | —              | —              | Chefa                 |
| "Come Marry Me" (featuring Peter Fox)     | 2007 | 90             | —              | —              | Chefa                 |
| "Mercedez Benz"                           | 2007 | —              | —              | —              | Chefa                 |
| "Why Did You Do It?"                      | 2008 | —              | —              | —              | The Sweetest Hangover |
| "She Moved In!"                           | 2009 | 51             | 72             | —              | The Sweetest Hangover |
| "Babooshka 2009"                          | 2009 | —              | —              | —              | The Sweetest Hangover |
| "Lila Wolken" (with Marteria & Yasha)     | 2012 | 1              | 22             | 11             | Lila Wolken — EP      |
| "Feuer" (with Materia & Yasha)            | 2012 | 52             | —              | —              | Lila Wolken — EP      |
| "99 Probleme"                             | 2013 | —              | —              | —              | Glück & Benzin        |
| "Letzter Tanz"                            | 2014 | —              | —              | —              | Glück & Benzin        |
| "Glück & Benzin" (featuring Yasha)        | 2014 | —              | —              | —              | Glück & Benzin        |
| "MDCHN (Mädchen sind die besseren Jungs)" | 2015 | —              | —              | —              | Ich war hier          |
| "Kanonen"                                 | 2015 | —              | —              | —              | Ich war hier          |
| "Blockparty" (featuring Taktloss)         | 2016 | —              | —              | —              | Ich war hier          |

## Legături externe
- Site web oficial
- Miss Platnum la Internet Movie Database
- Miss Platnum at Discogs.com
- Sonar Kollektiv artist page (as Platnum)
- 10 Fragen an Miss Platnum[nefuncțională – arhivă]
 de